# Robert Burnett
Pour les articles homonymes, voir Burnett.
Robert Lindsay Burnett né le 22 juillet 1887 à Buchan et décédé le 2 juillet 1959  à Londres, est un amiral britannique durant la Seconde Guerre mondiale.

## Biographie
Burnett est formé à la Eastman's Royal Naval Academy et à Bedford. Il rejoint la Royal Navy en 1902. Envoyé en mer de Chine en 1904, puis dans l'Atlantique en 1908, il devient un instructeur dans une école d'entraînement physique de la Marine en 1911. 
Il sert durant la Première Guerre mondiale et participe à la bataille de la baie de Heligoland en 1914 et à la bataille de Dogger Bank en 1915. Promu au grade de lieutenant-commander (capitaine de corvette) en avril 1918, puis de commander (capitaine de frégate) en décembre 1923, il est promu captain (capitaine de vaisseau) en décembre 1930.
En 1933, il est nommé directeur de la formation physique et sportive. Il est promu contre-amiral en janvier 1941. Il participe à la bataille de la mer de Barents au bord du HMS Belfast, avant d'être promu au grade de vice-amiral le 9 décembre 1943. Il participe à la bataille du cap Nord, où il a joué un rôle majeur dans le naufrage du Scharnhorst. Il est commandant en chef de la flotte de l'Atlantique Sud à partir de 1944.
Nommé amiral à Plymouth en 1947, il prend sa retraite en mai 1950.